# 羅生武士
羅生武士，是日本純種競賽馬匹。生涯主要出戰中長途賽事，曾勝出聖烈特紀念、美國賽馬會盃、日經賞及目黑紀念四場二級賽。

## 出賽前
1993年6月1日出生於北海道白老町社台牧場白老分場（今白老牧場），成長途中於一口馬主俱樂部Shadai Race Horse Co. Ltd.進行馬主募集，其後交由美浦訓練中心練馬師鈴木康弘訓練。

## 競賽生涯

### 4歲（現3歲）
1996年1月28日出戰東京競馬場4歲新馬戰，保持於先頭位置下於直路迅速透出，其後成功保持優勢取得首勝。
其後出戰條件戰山茶花賞及水仙賞，分別以亞軍及冠軍的戰績完賽。
5月4日出戰青葉賞，比賽初段選擇於後方位置推進，通過第三彎道時於外檔位置開始加速取位，並於第四彎道時經已來到前往。進入直路後，其於所在位置奮力展開加速，但仍然未能壓制其他對手，最終以第四落敗。
因無法取得東京優駿（日本打吡）優先出賽權加上累積獎金不足，未能出戰打吡下改為角逐同日舉行的駒草賞，雖然於其中僅跑獲第五，但其後出戰同級別的條件戰杓子錦標成功奪魁。
休養過後於秋季以聖烈特紀念作為起動戰，保持於先頭位置下於第四彎道率先加速取得領先，其後繼續衝刺帶離後方的對手下以3馬位優勢戰勝Sakura Keizan O取得首個分級賽冠軍。
11月3日出戰菊花賞，然而採用領放戰術下雖然可以一直保持優勢至最後彎道，但於進入直路後隨即失速，最終沉底下以第十一大敗。
年末出戰鳴尾紀念首次與年長馬匹對戰，但比賽途中有些微墮後跡象下於直路未能最大程度收復失地，最終以第四完賽。

### 5歲（現4歲）
1997年年初以美國賽馬會盃作為首戰，順利出閘之下快速進佔先頭位置並一直保持節奏，進入直路後開始加速，最終憑借不俗的末腳速度成功抵擋後方來襲的Cygnus Hero取得勝利。
3月9日出戰中山紀念，比賽途中於先行位置穩步推進，通過第四彎道時雖然稍微透出，但於直路上被King of Daiya超越下亦無法迫近越位陷阱，最終以第三完賽。
2星期後出戰日經賞，本次比賽其採取較後的位置展開推進，通過第四彎道時仍然處於第五的位置。進入直路後，其於外檔以望空的姿態不斷加速，最終於最後關頭超越前方的Mountain Stone取得第三個分級賽冠軍。
但其後未能保持穩定的表現，出戰春季天皇賞、目黑紀念及寶塚紀念全數取得第五的戰績。
進入秋季後，其以秋季古馬三冠作為目標，但全數未能掄元，最佳戰績為於有馬紀念取得第四。

### 6歲（現5歲）
1998年年初繼續以美國賽馬會盃作為首戰，保持於前方位置下於直路以優秀的反應展開衝刺，最終僅敗於目白光明及礦橋取得第三。
其後出戰中山紀念及日經賞分別取得亞軍及季軍，展現出自身狀態逐漸恢復活的跡象。
5月3日按照計劃出戰春季天皇賞，本次比賽初段其選擇於後方第十四左右展開推進，於對面彎道稍為提速爬升，但仍然處於約莫第十的位置。進入直路後，其於外檔位置瞬間展開衝刺不斷追趕前方的賽駒，最終跑出全場最快末腳下取得一席第三。
然而其後狀態再度進入低潮，於寶塚紀念取得第七後雖然在秋季的產經賞及京都大賞典分別跑獲第四及第五的入板戰績，但於秋季天皇賞上再度以第十大敗。

### 7歲（現6歲）
1999年年初並未出戰分級賽，而是以公開賽四月錦標作為目標，並於其中跑獲第三。
其後出戰春季天皇賞，於直路稍為追趕一小段距離後轉趨力弱，最終以第六完賽。
6月12日出戰目黑紀念，賽前僅落後Seiun Area取得第二人氣。比賽開始後，面對主要對手Seiun Area採取先行戰術的情況下，羅生武士選擇於第三人氣賽駒I Shall Teio的前方位置展開推進，並於通過最後彎道時開始加速脱離對手的緊盯。進入直路後，其隨即於中檔位置開步加速，最終轟出後600米35.3秒的末腳速度下大幅拋離對手，以3 1/2馬位戰勝I Shall Teio取得時隔2年3個月的分級賽優勝。
目黑紀念後以寶塚紀念作為目標，採取中段變奏的策略下於直路跑出不俗的速度堅守位置，最終以第四的戰績完賽。
進入秋季後，其繼續於中長途賽事的戰勝中挑戰，但出戰京都大賞典及阿根廷共和國盃中分別以第十及第八落敗。
12月陣營安排其遠征香港以香港瓶作為目標，但於直路上表現仍然不佳下以第七完賽。
回國後，陣營決定安排其退役，並於其後取消日本中央競馬會的賽駒註冊。

### 詳細賽績
| 日期       | 舉辦國家/地區 | 馬場 | 距離   | 級別 | 賽事名稱       | 負重 | 騎師     | 馬號 | 出馬 | 名次 | 時間   | 頭馬（二馬）        |
| ---------- | ------------- | ---- | ------ | ---- | -------------- | ---- | -------- | ---- | ---- | ---- | ------ | ------------------- |
| 28/1/1996  | 日本          | 東京 | 草1600 |      | 4歲新馬        | 55   | 武豐     | 12   | 16   | 1    | 1:36.6 | （Sakura Keizan O） |
| 11/2/1996  | 日本          | 京都 | 草2000 |      | 燕子花賞       | 55   | 武豐     | 8    | 9    | 2    | 2:02.7 | Daiichi Captain     |
| 10/3/1996  | 日本          | 中山 | 草2000 |      | 水仙賞         | 55   | 柴田善臣 | 2    | 12   | 1    | 2:02.7 | （Sakura Shin O）   |
| 4/5/1996   | 日本          | 東京 | 草2400 | GIII | 青葉賞         | 56   | 柴田善臣 | 13   | 18   | 4着  | 2:27.6 | Mountain Stone      |
| 2/6/1996   | 日本          | 東京 | 草2000 |      | 駒草賞         | 55   | 柴田善臣 | 4    | 12   | 5    | 2:02.4 | Meiner Wiseman      |
| 22/6/1996  | 日本          | 中山 | 草2000 |      | 杓子錦標       | 55   | 柴田善臣 | 4    | 10   | 1    | 2:01.7 | （Cash Lavora）     |
| 23/9/1996  | 日本          | 中山 | 草2200 | GII  | 聖烈特紀念     | 56   | 柴田善臣 | 4    | 9    | 1    | 2:20.1 | （Sakura Keizan O） |
| 3/11/1996  | 日本          | 京都 | 草3000 | GI   | 菊花賞         | 57   | 柴田善臣 | 11   | 17   | 11   | 3:06.5 | 夜舞                |
| 7/12/1996  | 日本          | 阪神 | 草2500 | GII  | 鳴尾紀念       | 55   | 柴田善臣 | 1    | 15   | 5    | 2:34.2 | Maruka Diesis       |
| 19/1/1997  | 日本          | 中山 | 草2200 | GII  | 美國賽馬會盃   | 56   | 横山典弘 | 8    | 9    | 1    | 2:14.9 | （Cygnus Hero）     |
| 9/3/1997   | 日本          | 中山 | 草1800 | GII  | 中山紀念       | 56   | 横山典弘 | 1    | 9    | 3    | 1:48.9 | King of Daiya       |
| 23/3/1997  | 日本          | 中山 | 草2500 | GII  | 日經賞         | 57   | 横山典弘 | 7    | 10   | 1    | 2:42.5 | （Mountain Stone）  |
| 27/4/1997  | 日本          | 京都 | 草3200 | GI   | 春季天皇賞     | 58   | 藤田伸二 | 9    | 16   | 5    | 3:15.6 | 摩耶重炮            |
| 7/6/1997   | 日本          | 東京 | 草2500 | GII  | 目黑紀念       | 58.5 | 横山典弘 | 13   | 15   | 5    | 2:32.8 | Agnes Kamikaze      |
| 6/7/1997   | 日本          | 阪神 | 草2200 | GI   | 寶塚紀念       | 58   | 横山典弘 | 1    | 12   | 5    | 2:12.5 | 美麗週日            |
| 26/10/1997 | 日本          | 東京 | 草2000 | GI   | 秋季天皇賞     | 58   | 横山典弘 | 15   | 16   | 11   | 2:00.3 | 氣槽                |
| 23/11/1997 | 日本          | 東京 | 草2400 | GI   | 日本盃         | 57   | 横山典弘 | 8    | 14   | 9    | 2:26.9 | 必得時機            |
| 21/12/1997 | 日本          | 中山 | 草2500 | GI   | 有馬紀念       | 57   | 横山典弘 | 4    | 16   | 4    | 2:35.3 | 御用律師            |
| 25/1/1998  | 日本          | 中山 | 草2200 | GII  | 美國賽馬會盃   | 58   | 横山典弘 | 5    | 11   | 3    | 2:16.2 | 目白光明            |
| 15/3/1998  | 日本          | 中山 | 草1800 | GII  | 中山紀念       | 58   | 横山典弘 | 4    | 9    | 2    | 1:48.9 | 無聲鈴鹿            |
| 29/3/1998  | 日本          | 中山 | 草2500 | GII  | 日經賞         | 58   | 横山典弘 | 6    | 12   | 3    | 2:34.7 | Tenjin Shogun       |
| 3/6/1998   | 日本          | 京都 | 草3200 | GI   | 春季天皇賞     | 58   | 横山典弘 | 10   | 14   | 3    | 3:24.0 | 目白光明            |
| 12/7/1998  | 日本          | 阪神 | 草2200 | GI   | 寶塚紀念       | 58   | 横山典弘 | 8    | 13   | 7    | 2:12.7 | 無聲鈴鹿            |
| 20/9/1998  | 日本          | 中山 | 草2200 | GII  | 產經賞         | 58   | 安田富男 | 3    | 13   | 4    | 2:14.5 | 大和德州            |
| 11/10/1998 | 日本          | 京都 | 草2400 | GII  | 京都大賞典     | 58   | 吉田豐   | 4    | 7    | 5    | 2:27.0 | 星雲天空            |
| 1/11/1998  | 日本          | 東京 | 草2000 | GI   | 秋季天皇賞     | 58   | 横山典弘 | 4    | 12   | 10   | 2:01.0 | 越位陷阱            |
| 17/4/1999  | 日本          | 中山 | 草2000 | OP   | 四月錦標       | 60   | 菊澤隆德 | 2    | 12   | 3    | 2:00.0 | Tsukuba Symphony    |
| 2/5/1999   | 日本          | 京都 | 草3200 | GI   | 春季天皇賞     | 58   | 菊澤隆德 | 9    | 12   | 6    | 3:16.6 | 特別週              |
| 12/6/1999  | 日本          | 東京 | 草2500 | GII  | 目黑紀念       | 58   | 菊澤隆德 | 3    | 12   | 1    | 2:32.2 | （I Shall Teio）    |
| 11/7/1999  | 日本          | 阪神 | 草2200 | GI   | 寶塚紀念       | 58   | 菊澤隆德 | 11   | 12   | 4    | 2:13.9 | 草上飛              |
| 10/10/1999 | 日本          | 京都 | 草2400 | GII  | 京都大賞典     | 58   | 菊澤隆德 | 9    | 10   | 10   | 2:25.6 | 鶴丸剛志            |
| 6/11/1999  | 日本          | 東京 | 草2500 | GII  | 阿根廷共和國盃 | 59   | 菊澤隆德 | 4    | 18   | 8    | 2:32.8 | 美好時機            |
| 12/12/1999 | 香港          | 沙田 | 草2400 | GII  | 香港瓶         | 57.1 | 菊澤隆德 | 7    | 11   | 7    | 2:30.8 | 博爾吉亞            |

## 退役後
退役後，羅生武士成為了配種馬，於北海道早來町（今安平町）社台Stallion Station休養，在2000年進行配種。首批子嗣於2001年出生。首批子嗣可於2003年出賽。
2003年12月其被轉移到法國下諾曼第大區奧恩省塞維尼Haras du Petit Tellier，來年將於當地繼續進行配種。
2010年，其於放草期間遭遇意外受傷，最終被施以安樂死，享年17歲。

## 血統簡介
父系週日寧靜是美國三冠賽雙冠馬，退役後在日本配種，在日本馬壇相當成功，贏得多項分級賽事，其子嗣贏得巨額獎金，連續12年成為日本冠軍種馬。祖父Halo爲美國賽駒，曾贏得一級賽冠軍，爲美國冠軍種馬。
母系Dyna Fairy為日本賽駒，生涯戰績不俗，曾勝出產經賞及新潟紀念等六項三級賽，血統亦非常優秀，出自日本名門雌系「薔薇一族」。外祖父北方風味爲加拿大賽駒，於當地有不俗的戰績，退役後被社台集團引進日本作爲配種馬使用，於週日寧靜引入前一度爲日本最成功的種馬，於與當時象徵牧場的巴索隆齊名。

### 血統表
| 父線：週日寧靜系（Halo系）                     |                             |                 |               |
| 種馬 週日寧靜 1986年（棕色）                   | Halo 1969年（棕色）         | Hail to Reason  | Turn-to       |
| 種馬 週日寧靜 1986年（棕色）                   | Halo 1969年（棕色）         | Hail to Reason  | Nothirdchance |
| 種馬 週日寧靜 1986年（棕色）                   | Halo 1969年（棕色）         | Cosmah          | Cosmic Bomb   |
| 種馬 週日寧靜 1986年（棕色）                   | Halo 1969年（棕色）         | Cosmah          | Almahmoud     |
| 種馬 週日寧靜 1986年（棕色）                   | Wishing Well 1975年（棗色） | Understanding   | Promised Land |
| 種馬 週日寧靜 1986年（棕色）                   | Wishing Well 1975年（棗色） | Understanding   | Pretty Ways   |
| 種馬 週日寧靜 1986年（棕色）                   | Wishing Well 1975年（棗色） | Mountain Flower | Montparnasse  |
| 種馬 週日寧靜 1986年（棕色）                   | Wishing Well 1975年（棗色） | Mountain Flower | Edelweiss     |
| 繁殖雌馬 Dyna Fairy 1983年（棗色）             | 北方風味 1971年（栗色）     | 北地舞人        | 新北區        |
| 繁殖雌馬 Dyna Fairy 1983年（棗色）             | 北方風味 1971年（栗色）     | 北地舞人        | Natalma       |
| 繁殖雌馬 Dyna Fairy 1983年（棗色）             | 北方風味 1971年（栗色）     | Lady Victoria   | Victoria Park |
| 繁殖雌馬 Dyna Fairy 1983年（棗色）             | 北方風味 1971年（栗色）     | Lady Victoria   | Lady Angela   |
| 繁殖雌馬 Dyna Fairy 1983年（棗色）             | Fancy Dyna 1978年（棗色）   | Sea Hawk        | Herbager      |
| 繁殖雌馬 Dyna Fairy 1983年（棗色）             | Fancy Dyna 1978年（棗色）   | Sea Hawk        | Sea Nymph     |
| 繁殖雌馬 Dyna Fairy 1983年（棗色）             | Fancy Dyna 1978年（棗色）   | Fancimine       | Determine     |
| 繁殖雌馬 Dyna Fairy 1983年（棗色）             | Fancy Dyna 1978年（棗色）   | Fancimine       | Fanciful Miss |
| 雌系：號族：9-f                                |                             |                 |               |
| 五代內近親交配：Almahmoud 4×5、Lady Angela 4×5 |                             |                 |               |

## 命名由來
名字Rosen Kavalier（ローゼンカバリー）出自德國作曲家理察·史特勞斯創作的歌劇《玫瑰騎士》之名字，聯想之其出自的雌系「薔薇一族」，香港則採半音譯半意譯的方式，翻譯為「羅生武士」。

## 外部連結
- 羅生武士 netkeiba.com （页面存档备份，存于）
- 血統表 （页面存档备份，存于）